# 米奇·范德哈特
米奇·范德哈特（荷蘭語：Mickey van der Hart；1994年6月13日—）是一位荷蘭足球運動員，場上司職門將，現在效力於荷兰足球甲级联赛球隊埃門，同时代表荷蘭青年國家足球隊參賽。